# Bouclier qualité-prix
Pour les articles homonymes, voir BQP.
Le bouclier qualité-prix (BQP) est une mesure de lutte contre la vie chère en outre-mer. Elle est régie par un décret, pris en application d'une loi du 20 novembre 2012 relative à la régulation économique outre-mer.

## Historique
Les prix des produits de consommation sont supérieurs en outre-mer de 30 à 50% par rapport à la métropole. Cette situation est l'une des causes de la grève générale de 2009 en Guadeloupe. Répondant à une promesse de campagne du candidat François Hollande lors de la présidentielle de 2012, le ministre des Outre-mer, Victorin Lurel, présente en septembre 2012 une loi votée par le Parlement en urgence la même année. Parmi les dispositifs prévus par cette loi figure le bouclier qualité-prix, qui prévoit qu'un certain nombre de produits de la consommation courante voient leurs prix fixés par négociation, ou, en l'absence d'accord, par le préfet,.

## Modalités
Les modalités sont fixées par l'article L.410-5 du code de commerce. Les négociations commencent après un avis émis par l'observatoire des prix localement compétent. Elles réunissent les organisations professionnelles du commerce de détail, leurs fournisseurs et le représentant de l'État. Elles doivent aboutir dans un délai d'un mois. L'accord qui en résulte fait l'objet d'un arrêté préfectoral.
Les négociations sont annuelles, l'accord devant être signé le 1er mars. Ce « dispositif de promotion permanente » concerne en Guadeloupe et en Martinique une « centaine de produits très consommés, les distributeurs restant libres du choix de la marque pour chaque article. Il se révèle efficace, puisque la plupart des enseignes pratiquent un prix inférieur au prix maximum fixé par arrêté ». Une signalétique « BQP » permet d'identifier les produits concernés par ce dispositif.